# Rebels Rumble
La Rebels Rumble è uno dei match caratteristici della Total Combat Wrestling, federazione italiana di wrestling con sede a Milano. Solitamente l'incontro si svolge allo show Pronti Alla Rissa a gennaio.
Sebbene si possa posticipare sempre nella prima fase dell'annata TCW o si sia svolto in due occasioni in due eventi differenti da Pronti Alla Rissa.
Il match trae ispirazione dalla tradizione della WWE della Royal Rumble di cui segue le regole. Viene assegnata al vincitore una title show per un titolo a scelta.

## Regolamento del Rebels Rumble Match
Al match partecipano solitamente venti lottatori,  ma all'inizio delle contesa sul ring ve ne sono solo due; i rimanenti raggiungono il quadrato ad intervalli di tempo predefiniti (di norma ogni 90 secondi), secondo un ordine precedentemente sorteggiato. Il vincitore del match è colui che rimane solo sul ring una volta terminata la fase degli ingressi. Un wrestler può essere eliminato solo se finisce fuori dal ring passando al di sopra della terza corda e toccando terra con entrambi i piedi. Non si può vincere né usando prese di sottomissione né ricorrendo allo schienamento. Inoltre, data la natura estrema della federazione, si possono utilizzare oggetti contundenti come in un Hardcore Match.
Al match possono prendere parte sia atleti già nel main roster che atleti provenienti dai territori di sviluppo. Non è cosa rara assistere a debutti o partecipazioni di atleti che non sono parte effettiva del Roster.
Il vincitore del match ha diritto a una title shot per un titolo a scelta tra TCW Rebel, TCW Revolution e TCW Extreme. Tale shot dev'essere spesa prima della fine dell'anno solare.
Nel 2011 il match fu assegnato il neonato TCW Rebel Title. Mentre nel 2013 furono due i vincitori, in quanto toccarono il suolo nello stesso momento.

## Vincitori
| # | Evento                 | Data             | Città                  | Vincitore                   | Note                                          |
| - | ---------------------- | ---------------- | ---------------------- | --------------------------- | --------------------------------------------- |
| 1 | Pronti Alla Rissa 2008 | 29 marzo 2008    | Porto Tolle (RO)       | Axel Fury                   |                                               |
| 2 | Pronti Alla Rissa 2009 | 3 gennaio 2009   | Città Sant'angelo (PE) | Fenriz                      |                                               |
| 3 | Battaglia Reale 2011   | 12 marzo 2011    | Cuasso Al Monte (VA)   | Death Mask                  | Match valido per il TCW Rebel Title           |
| 4 | Pronti Alla Rissa 2012 | 21 gennaio 2012  | Varese (VA)            | Extreme Panther             |                                               |
| 5 | Pronti Alla Rissa 2013 | 26 gennaio 2013  | Mozzate (CO)           | Extreme Panther & Black Ice | Entrambi toccarono terra nello stesso momento |
| 6 | Never Dies 2015        | 15 febbraio 2015 | Castiglione Olona (VA) | Break Bones                 |                                               |
| 7 | Pronti Alla Rissa 2016 | 17 gennaio 2016  | Rozzano (MI)           | Scandalo!                   |                                               |
| 8 | Pronti Alla Rissa 2017 | 8 gennaio 2017   | Rozzano (MI)           | Darkness II                 |                                               |